# This Is Heavy Metal
«This Is Heavy Metal» es un sencillo de la banda Lordi, publicado el 9 de agosto de 2010. Es el primer sencillo del álbum Babez For Breakfast. De esta canción también se hizo un videoclip. This Is Heavy Metal está incluida en la banda sonora de la película Saw 3D.
Mr. Lordi presenta la canción de la siguiente forma:

This is heavy metal es una declaración por la música. En opinión de la banda, el verdadero heavy metal es un género, al cuál hoy en día llaman "rock clásico". Hemos querido dejar muy claro lo que es el heavy metal realmente para nosotros. La canción tiene un toque de KISS, Accept, y quizás un poco de Danzig.

## Créditos
- Mr. Lordi (vocalista)
- Amen (guitarra)
- OX (bajo)
- Kita (batería)
- Awa (piano

## Rendimiento
| Año  | Conteo | Semana | Posición |
| ---- | ------ | ------ | -------- |
| 2010 | Top20  | 34     | 10       |